# Walter Blender
Walter Blender (* 1963) ist Vorsitzender des Landesverbandes der Jüdischen Gemeinden von Schleswig-Holstein.
Blender ist seit 2002 Vorsitzender der Jüdischen Gemeinde in Bad Segeberg. Im selben Jahr war er Mitbegründer des Landesverbands der Jüdischen Gemeinden von Schleswig-Holstein als erstem jüdischen Verband der Nachkriegszeit in Schleswig-Holstein. Er ist zugleich dessen erster Vorsitzender. Als Vorsitzender des schleswig-holsteinischen Landesverbandes ist er Mitglied im Direktorium des Zentralrates der Juden in Deutschland. Durch seine Initiative konnte im Jahr 2007 die erste Synagoge nach der Shoa in Norddeutschland eingeweiht werden. 2009 wurde er für sein Engagement mit dem Verdienstkreuz am Bande ausgezeichnet.
Blender ist Beamter der Kriminalpolizei in Schleswig-Holstein.